# Indice di Divisia
L'indice di Divisia, dal nome dell'economista francese François-Jean-Marie Divisia, è un indice definito in ambito continuo utilizzato per la misurazione delle variazioni nei volumi e nei prezzi di determinati aggregati.
Adattamenti al caso discreto dell'indice di Divisia, e quindi sue approssimazioni empiriche, sono:
- l'indice di Laspeyres;
- l'indice di Paasche;
- l'indice di Fisher;
- l'indice di Törnqvist.

## Calcolo dell'indice
Il valore di un aggregato risulta uguale alla somma delle quantità degli elementi che lo compongono moltiplicati per i rispettivi prezzi. Indicando con {\displaystyle \ X_{t}} il valore dell'aggregato X al tempo t, con {\displaystyle \ p_{it}} e {\displaystyle \ q_{it}}, rispettivamente, il prezzo e la quantità dell'elemento i al tempo t, avremo:
{\displaystyle \ X_{t}=\sum _{i}p_{it}\ q_{it}}
Derivando rispetto al tempo e dividendo per {\displaystyle \ X_{t}} otteniamo:
{\displaystyle {\frac {{\dot {X}}_{t}}{X_{t}}}=\sum _{i}{\frac {q_{it}}{\sum _{i}p_{it}\ q_{it}}}{\dot {p}}_{it}+\sum _{i}{\frac {p_{it}}{\sum _{i}p_{it}\ q_{it}}}{\dot {q}}_{it}}
dove {\displaystyle \ {\dot {x}}={\frac {dx}{dt}}}.
Dall'equazione precedente otteniamo:
{\displaystyle {\frac {{\dot {X}}_{t}}{X_{t}}}=\sum _{i}v_{it}{\frac {{\dot {p}}_{it}}{p_{it}}}+\sum _{i}v_{it}{\frac {{\dot {q}}_{it}}{q_{it}}}}
dove {\displaystyle \ v_{it}} è la quota di i sul totale nel periodo t, ovvero:
{\displaystyle v_{it}={\frac {q_{it}p_{it}}{\sum _{i}p_{it}\ q_{it}}}}
Essendo:
{\displaystyle {\frac {d\log x}{dt}}={\frac {\dot {x}}{x}}}
una formulazione alternativa è:
(1) {\displaystyle \ {\frac {d\log X_{t}}{dt}}=\sum _{i}v_{it}\ {\frac {d\log {p}_{it}}{dt}}+\sum _{i}v_{it}\ {\frac {d\log {q}_{it}}{dt}}}
Nelle equazioni precedenti il primo addendo rappresenta la variazione dell'aggregato osservabile a seguito della variazione dei prezzi, costanti le quantità, mentre il secondo registra i cambiamenti imputabili alle variazioni nei volumi, costanti i prezzi.
In caso di un solo bene avremmo:
{\displaystyle \ X_{t}=P_{t}\ Q_{t}}
da cui:
(2) {\displaystyle \ {\frac {d\log X_{t}}{dt}}={\frac {d\log P_{t}}{dt}}+{\frac {d\log Q_{t}}{dt}}}
Notando il parallelismo tra la (1) e la (2) possiamo scrivere:
{\displaystyle \ {\frac {d\log P_{t}}{dt}}=\sum _{i}v_{it}\ {\frac {d\log {p}_{it}}{dt}}}
{\displaystyle \ {\frac {d\log Q_{t}}{dt}}=\sum _{i}v_{it}\ {\frac {d\log {q}_{it}}{dt}}}
Consideriamo la prima equazione. Dato un anno base (0), la variazione dell'indice tra l'anno base ed un anno T sarà dato da:
{\displaystyle \int _{0}^{T}{\frac {d\log P_{t}}{dt}}dt=\int _{0}^{T}\left(\sum _{i}v_{it}\ {\frac {d\log {p}_{it}}{dt}}\right)dt}
da cui, integrando, otteniamo:
{\displaystyle \log {\frac {P_{T}}{P_{0}}}=\int _{0}^{T}\left(\sum _{i}v_{it}\ {\frac {d\log {p}_{it}}{dt}}\right)dt}
L'indice dei prezzi di Divisia è dunque uguale a:
{\displaystyle {\frac {P_{T}}{P_{0}}}=\exp \left(\int _{0}^{T}\left(\sum _{i}v_{it}\ {\frac {d\log {p}_{it}}{dt}}\right)dt\right)}
Analogamente, l'indice dei volumi di Divisia è dato da:
{\displaystyle {\frac {Q_{T}}{Q_{0}}}=\exp \left(\int _{0}^{T}\left(\sum _{i}v_{it}\ {\frac {d\log {q}_{it}}{dt}}\right)dt\right)}